# Politécnico Colombiano Jaime Isaza Cadavid
El Politécnico Colombiano Jaime Isaza Cadavid es una Institución Universitaria de Colombia, con sede principal en la ciudad de Medellín. Se encuentra adscrita al Gobierno Departamental de Antioquia y fue fundada en diciembre de 1963. Ofrece educación superior en los niveles técnico, tecnológico y profesional mediante una oferta de programas académicos de pregrado y posgrado en distintas áreas de la ingeniería, la administración, las ciencias agrarias, las ciencias básicas, sociales y humanas, la comunicación audiovisual, el deporte y la recreación. Su oferta académica también incluye cursos de educación continua y educación no formal.

## Características y ubicación
El Politécnico Colombiano Jaime Isaza Cadavid ha sido una institución de educación superior de carácter público, adscrita al Gobierno Departamental de Antioquia. Ofrece educación superior en los niveles técnico, tecnológico y profesional mediante programas académicos de pregrado y posgrado en distintas áreas de la ingeniería, la administración, las ciencias agrarias, la comunicación audiovisual, el deporte y la recreación. 

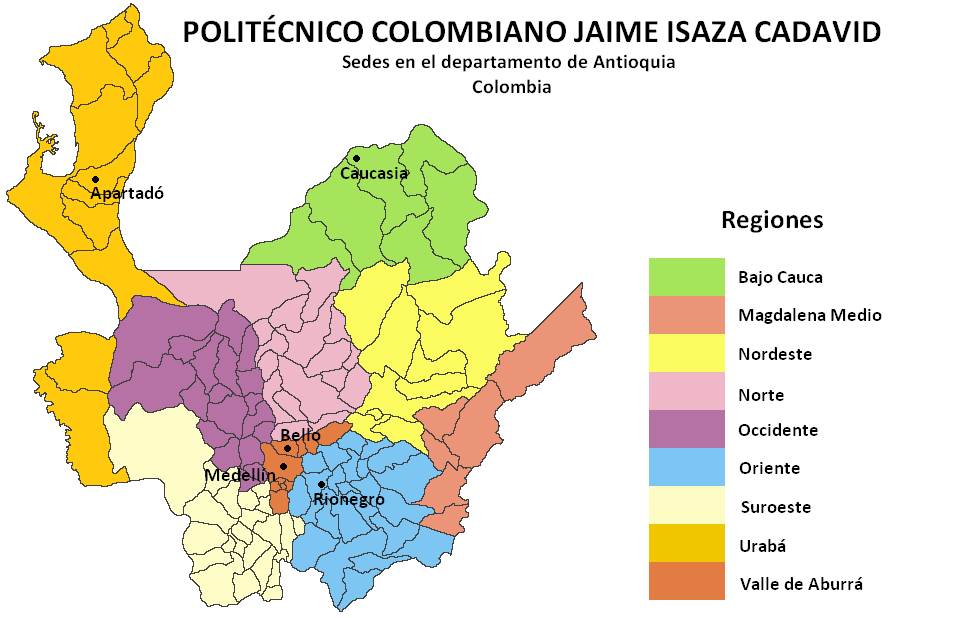
Mapa de sedes del Politécnico Colombiano Jaime Isaza Cadavid.

El Politécnico está presente en el Valle de Aburrá y en dos regiones del Departamento de Antioquia.
| Región Antioqueña  | Sede             |
| Valle de Aburrá    | Medellín y Bello |
| Oriente antioqueño | Rionegro         |
| Urabá              | Apartadó         |

En el Valle de Aburrá cuenta con el Campus Central, sede principal, ubicado al sur de Medellín en el sector de El Poblado y El Centro de Laboratorios, Prácticas y Experimentación, ubicado en el Municipio de Bello.

## Historia
El Politécnico Colombiano Jaime Isaza Cadavid Institución de Educación Superior, adscrita a la Gobernación de Antioquia, descentralizada, fue creada mediante la Ordenanza de la Asamblea Departamental de Antioquia No 41 del 10 de diciembre de 1963 e inició labores el 31 de marzo de 1964.
El promotor de la idea fue Mario Aramburo Restrepo, quien en ese entonces era el gobernador de Antioquia y fue secundado por los Doctores Ignacio Vélez Escobar y Octavio Arismendi Posada. 

La Institución comenzó actividades con 127 alumnos, en Técnicas de Agrimensura, Técnicas en Construcción y las denominadas Carreras Paramédicas.
En la década de los 60 los bachilleres de la ciudad de Medellín sólo tenían la opción de realizar sus estudios superiores en las Universidades donde se ofrecían carreras tradicionales, como Ingeniería, Derecho y Medicina. Dentro de este marco de referencia se plantea la necesidad que existía en Colombia de formar técnicos en diversas ramas del saber y crear centros educativos en dicha área.
Fue así como se fundó oficialmente en marzo de 1964 el Politécnico Colombiano Jaime Isaza Cadavid, como una institución de estudios superiores a nivel técnico, inspirada en el firme propósito de ofrecer una nueva alternativa de educación con un pénsum conformado en un 50% por teoría y el otro 50% por práctica.
La Institución inició sus programas técnicos y posteriormente adoptó la modalidad tecnológica y en un lapso de nueve años llevó sus programas académicos a la región del Oriente Antioqueño, dando respuesta a la necesidad apremiante que tenían sus bachilleres de encontrar alternativas para su formación académica.
El Politécnico se constituyó entonces en la primera institución del país en ofrecer educación superior en los municipios apartados de la ciudad.

### Misión
Somos una Institución de educación superior estatal de vocación tecnológica, que con su talento humano ofrece una formación integral con programas de calidad en pregrado y posgrado, apoyados en la gestión del conocimiento de base científica; promovemos acciones innovadoras desde la investigación y la proyección social, para contribuir al desarrollo económico, social y ambiental de Antioquia y Colombia.

### Visión
El Politécnico Colombiano Jaime Isaza Cadavid, siempre será reconocido como una institución de alta calidad académica con énfasis en la formación y gestión tecnológica, la investigación aplicada y la proyección social, en beneficio del desarrollo económico, social y ambiental, con presencia en las regiones de Antioquia y el País; articulado a las dinámicas del sector productivo, a la política pública y al crecimiento de la cobertura en educación.

### Sede propia
El terreno para construir su propia sede le fue entregado al Instituto Politécnico seis meses después de iniciadas las actividades académicas. Se trata del lote de 60 mil metros cuadrados que ocupa actualmente y que fue intervenido desde entonces para adecuar los espacios a la actividad del Politécnico. 
Una vez establecido en su propia sede y luego de la muerte del representante Jaime Isaza Cadavid, en octubre de 1965, el Instituto empezó a llevar su nombre de acuerdo con lo dispuesto por la Ordenanza 11 del 30 de noviembre de ese año. El nuevo Instituto Politécnico Colombiano Jaime Isaza Cadavid rendía así un homenaje al abogado y político antioqueño quien trabajó durante toda su vida por la promoción de la educación desde sus cargos como concejal, diputado, representante y profesor universitario.

### Consolidación
Fueron buenos tiempos para la imagen y la proyección de la Institución pues, al ofrecer carreras técnicas novedosas, las posibilidades eran amplias para aquellos que se formaban en el Politécnico. Era tal la demanda, que las entidades gubernamentales del Departamento y la empresa privada solicitaban técnicos, incluso, antes de graduarse. En 1966 el Instituto Politécnico graduó 117 técnicos que fueron absorbidos rápidamente por el mercado.
La imagen del Politécnico se consolidaba, a finales de 1971 desapareció del nombre, por medio de una nueva ordenanza, la denominación de Instituto. A partir de ese momento recibió el nombre actual.
Los cambios continuaron, en 1972 el Politécnico Colombiano Jaime Isaza Cadavid fue autorizado para expedir el título de tecnólogo. Con base en el programa técnico en Agrimensura y Construcción, el Politécnico empezó a ofrecer la Tecnología en Construcciones Civiles.
En 1975 el Politécnico crecería más, a partir de la ampliación del cupo de estudiantes admitidos de 696 a 1.150. Como consecuencia aumentó también la planta docente y se desechó la política de admitir un reducido número de aspirantes para el primer semestre de cada programa.
En 1980 se registró un nuevo progreso para el Politécnico y todas las instituciones de educación tecnológica. El Decreto Ley 80 reconocía la modalidad tecnológica en la categoría de educación superior. Este suceso situó al Politécnico Colombiano Jaime Isaza Cadavid al nivel de las instituciones de educación universitaria y facultaba al tecnólogo para continuar sus estudios en una segunda etapa de profesionalización o especialización tecnológica. Así se hizo propicio el terreno para que en 1992 el Politécnico pasara de ser una institución tecnológica a una institución universitaria.

### Fortaleciéndose más
La década de los setenta fue importante para poner en marcha la política de descentralización académica. Fue entre 1973 y 1980 que se abrieron los centros regionales de Oriente en el municipio de Rionegro y Suroeste en Jericó, las Granjas Experimentales en el municipio de Marinilla y San Jerónimo. Ya en los ochenta entraron en funcionamiento los centros regionales de Urabá, en Apartadó, con las Tecnologías en Costos y Auditoría y Agroindustrial; y el del Nordeste en los municipios de Segovia y Amalfi.
Consolidado el perfil institucional del Politécnico y su política de regionalización, durante los años noventa tomó un importante impulsó el desarrollo investigativo de la Institución. En los noventa avanzaban ya las investigaciones sobre la reproducción y comercialización de la tilapia roja, la domesticación de la sabaleta, la producción de frutas In Vitro y los estudios de robótica. 
En 1996 el Ministerio de Educación de Colombia le entregó al Departamento de Antioquia y éste a su vez al Politécnico Colombiano las instalaciones para el Centro de Prácticas de Bello. Allí empezaron a funcionar 7 bloques de laboratorios, una cafetería y un auditorio.
La dinámica de los últimos años ha estado más marcada por la consolidación de una planta docente capacitada y actualizada y la extensión de programas y proyectos que puedan tener un impacto importante en la sociedad. La búsqueda por una educación con calidad, la regionalización de sus programas y la formación de mejores profesionales y personas, continúa.

## Sedes y Centros Regionales

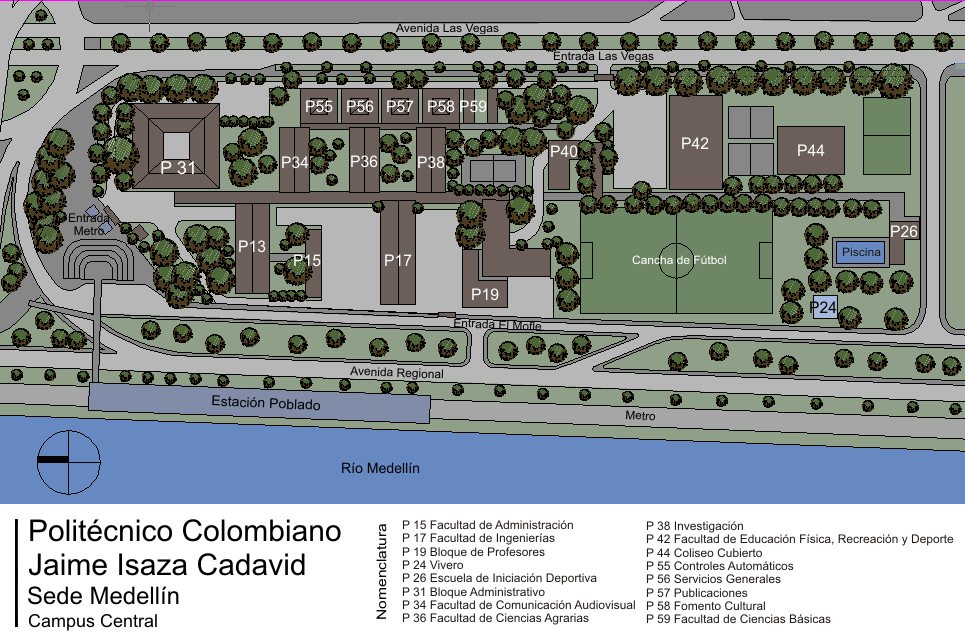

### Sede Medellín
El Campus Central es como se conoce la sede principal del Politécnico, localizada al sur de Medellín, en el sector del Poblado. Allí funcionan la Rectoría, las Facultades y los servicios administrativos. Es un conjunto de bloques arquitectónicos, ambiente amable y agitada actividad académica.
La superficie del Campus Central es de unos 61.000 m² y unos 22.600 m² de área construida, es generoso en zonas peatonales, áreas verdes y espacios abiertos. Cuenta con 11.950 metros cuadrados de escenarios deportivos integrados por canchas de fútbol, softbol, tenis, baloncesto, voleibol, placa polideportiva para microfútbol, balonmano, baloncesto y piscina.

### Centro de Laboratorios, Prácticas y Experimentación
El Centro de Laboratorios, Prácticas y Experimentación está ubicado en el municipio de Bello, el segundo del Área Metropolitana después de Medellín.
En la sede de Bello están ubicados los laboratorios de Física, Genética y Biotecnología; Suelos y Tejidos Vegetales; Biología y Microbiología; Química, Bioquímica y Nutrición; Micros; Seguridad e Higiene Ocupacional; Agrimensura; Anatomía; Industrial; Electricidad; Electrónica; Suelos, Pavimentos y Concretos; Riegos y Maquinaria Agrícola. Igualmente 4 laboratorios destinados a los Grupos de Investigación.

### Centros Regionales
Como medio de descentralización el Politécnico Colombiano Jaime Isaza Cadavid cuenta con centros académicos en otros municipios del departamento de Antioquia. 

#### Centro Regional Oriente - Rionegro
La Unidad Regional de Oriente está ubicada en el municipio de Rionegro, acoge a la comunidad estudiantil del Oriente antioqueño, en la cual se encuentran los municipios Abejorral, Alejandría, Argelia, Carmen de Viboral, Cocorná, Concepción, Granada, Guatapé, Guarne, El Peñol, El Retiro, El Santuario, La Ceja, La Unión, Marinilla, Nariño, Rionegro, San Carlos, San Francisco, San Luis, San Rafael, San Vicente y Sonsón. 
Desde 1973 esta sede ofrece programas de educación superior como una estrategia de descentralización educativa pionera en Antioquia.
Esta Unidad tiene una extensión de 16.000 m², con 2.000 m² construidos, lo que la pone como la segunda sede más grande en infraestructura, espacios físicos y laboratorios.

#### Centro Regional Urabá - Apartadó
La Unidad Regional de Urabá está ubicada en el minucipio de Apartadó, alberga a toda la comunidad estudiantil del Urabá antioqueño en la cual se encuentran los municipios de Apartadó, Arboletes, Carepa, Chigorodó, Murindó, Mutatá, Necoclí, San Juan de Urabá, San Pedro de Urabá, Turbo y Vigía del Fuerte. 
La Unidad lleva 19 años de experiencia al servicio de la Educación Superior, siendo la segunda sede creada cuando se formó la descentralización de la Educación Superior en Antioquia, cuenta con 2200 metros cuadrados construidos.

## Facultades
En la actualidad, el Politécnico cuenta con 5 Facultades y una especial, la Facultad de Ciencias Básicas, Sociales y Humanas, encargada de coordinar las asignaturas básicas como: Matemáticas, Humanidades, Estadística, en los programas académicos ofrecidos por la universidad . El Politécnico Colombiano Jaime Isaza Cadavid, ofrece programas académicos, a nivel técnico, tecnológico, de pregrado y posgrado. Hasta la fecha, la Institución cuenta con un aproximado de 15.000 estudiantes inscritos, sin embargo, esta información varía cada semestre.
- Facultad de Ingeniería (enlace roto disponible en Internet Archive; véase el historial, la primera versión y la última).

Decano(a): José Leonardo Ramírez Echavarría
- Facultad de Administración (enlace roto disponible en Internet Archive; véase el historial, la primera versión y la última).

Decano(a): Nancy Patricia Ceballos Atehortúa
- Facultad de Ciencias Básicas, Sociales y Humanas Archivado el 19 de diciembre de 2014 en Wayback Machine.

Decano(a): Rodrigo Orlando Osorio Montoya
- Facultad de Educación Física, Recreación y Deporte Archivado el 19 de diciembre de 2014 en Wayback Machine.

Decano(a): Juan Fernando Ruíz Ramírez
- Facultad de Comunicación Audiovisual Archivado el 19 de diciembre de 2014 en Wayback Machine.

Decano : Lina María Roldán Jaramillo
- Facultad de Ciencias Agrarias Archivado el 19 de diciembre de 2014 en Wayback Machine.

Decano(a): Francisco Javier Arias Vargas

## Programas
Carreras Técnicas
- Técnica Profesional en Masoterapia (enlace roto disponible en Internet Archive; véase el historial, la primera versión y la última).
- Técnica Profesional en Programación de Sistemas de Información Archivado el 20 de marzo de 2017 en Wayback Machine.

 Carreras Tecnológicas
- Tecnología en Gestión Aeroporturaria Archivado el 20 de marzo de 2017 en Wayback Machine.

- Tecnología en Costos y Auditoría Archivado el 20 de marzo de 2017 en Wayback Machine.

- Tecnología en Gestión Pública Archivado el 20 de marzo de 2017 en Wayback Machine.

- Tecnología en Gestión de Empresas y Destinos Turísticos  Archivado el 20 de marzo de 2017 en Wayback Machine.

- Tecnología en Logística Archivado el 20 de marzo de 2017 en Wayback Machine.

- Tecnología Agropecuaria Archivado el 20 de marzo de 2017 en Wayback Machine.

- Tecnología en Química Industrial y de Laboratorio Archivado el 20 de marzo de 2017 en Wayback Machine.

- Tecnología en Organización de Eventos Archivado el 20 de marzo de 2017 en Wayback Machine.

- Tecnología en Producción de Televisión Archivado el 19 de diciembre de 2014 en Wayback Machine.

- Tecnología en Entrenamiento Deportivo Archivado el 20 de marzo de 2017 en Wayback Machine.

- Tecnología en Construcciones Civiles Archivado el 20 de marzo de 2017 en Wayback Machine.

- Tecnología en Infraestructura de Telecomunicaciones

- Tecnología en Instrumentación Industrial Archivado el 20 de marzo de 2017 en Wayback Machine.

- Tecnología en Seguridad e Higiene Ocupacional Archivado el 20 de marzo de 2017 en Wayback Machine.

- Tecnología en Sistematización de Datos Archivado el 20 de marzo de 2017 en Wayback Machine.

Carreras de Pregrado
- Administración de Empresas Agropecuarias (enlace roto disponible en Internet Archive; véase el historial, la primera versión y la última).

- Contaduría Pública Archivado el 19 de diciembre de 2014 en Wayback Machine.

- Comunicación Audiovisual Archivado el 19 de diciembre de 2014 en Wayback Machine.

- Ingeniería Agropecuaria Archivado el 19 de diciembre de 2014 en Wayback Machine.

- Ingeniería de Productividad y Calidad Archivado el 19 de diciembre de 2014 en Wayback Machine.

- Ingeniería en Instrumentación y Control Archivado el 19 de diciembre de 2014 en Wayback Machine.

- Ingeniería Civil Archivado el 19 de diciembre de 2014 en Wayback Machine.

- Ingeniería en Higiene y Seguridad Ocupacional Archivado el 19 de diciembre de 2014 en Wayback Machine.

- Ingeniería Informática Archivado el 19 de diciembre de 2014 en Wayback Machine.

- Licenciatura en Educación Básica con Énfasis en Educación Física, Recreación y Deportes Archivado el 19 de diciembre de 2014 en Wayback Machine.

- Profesional en Deporte Archivado el 19 de diciembre de 2014 en Wayback Machine.

Posgrados
(Especializaciones)
- Especialización en Gerencia Financiera Archivado el 20 de marzo de 2017 en Wayback Machine.

- Especialización en Gerencia Integral Archivado el 20 de marzo de 2017 en Wayback Machine.

- Especialización en Finanzas Públicas Archivado el 20 de marzo de 2017 en Wayback Machine.

- Especialización en Higiene Ocupacional y Ambiental Archivado el 20 de marzo de 2017 en Wayback Machine.

- Especialización en Seguridad en el Trabajo (enlace roto disponible en Internet Archive; véase el historial, la primera versión y la última).

Posgrados
(Maestrías)
- Maestría en Gestión de la Producción Animal Archivado el 20 de marzo de 2017 en Wayback Machine.

- Maestría en Comunicación Educativa Archivado el 20 de marzo de 2017 en Wayback Machine.

- Maestría en Fisiología del Ejercicio Archivado el 20 de marzo de 2017 en Wayback Machine.

- Maestría en Gestión Integral del Riesgo Laboral Archivado el 20 de marzo de 2017 en Wayback Machine.

- Maestría en Ingeniería Archivado el 20 de marzo de 2017 en Wayback Machine.